# 2014-es magyar nemzeti tanácsi választás
2014. október 26-án került sor másodszor a Magyar Nemzeti Tanács (MNT) megválasztására Szerbiában.

## Háttér
A Szerbiában élő 22 nemzeti kisebbség a nemzeti tanácsokon keresztül valósítja meg kulturális önigazgatáshoz fűződő jogát.
Közvetlen választást akkor lehet tartani, ha az adott nemzeti kisebbség 40 százaléka feliratkozott a saját választói névjegyzékére. A számok meghatározásakor a 2011-es népszámlálás adatait veszik figyelembe. A szerbiai magyarok lélekszáma eszerint 253 899 fő volt, vagyis 113 560 aláírásra volt szükség a névjegyzékben. A Közigazgatási és Helyi Önkormányzati Minisztérium honlapján a személyi szám megadásával mindenki ellenőrizhette, hogy szerepel-e a névjegyzékben.
2014-ben 17 népcsoport választhatja meg közvetlenül kisebbségi önkormányzatát. Az orosz és a török nemzeti közösség nem vesz részt a választásokon, a goráni közösség vezetői pedig korábban úgy nyilatkoztak: nem tartják magukat nemzeti kisebbségnek. A lengyel, a montenegrói, a macedón és a horvát nemzeti közösség tagjai elektorok által választják meg nemzeti tanácsukat. A kb. 480 000 választó 880 szavazóhelyen adhatja le voksát.
2014 májusában a szerb parlament módosította a nemzeti tanácsok választásáról szóló törvényt, mert korábban néhány pontja alkotmányellenesnek bizonyult. A törvény szerb szempontból megfogalmazott technikai részletei azonban még így is számos nehézséget okoznak a kisebb népcsoporttoknak.

## Választási rendszer
Azok a magyar nemzetiségű szerbiai állampolgárok élhetnek szavazati jogukkal, akik a választásokat megelőző tizenötödik napig feliratkoztak a magyar választói névjegyzékre, összesen 137 057 fő. Az egyfordulós választáson listákra lehet szavazni, bejutási küszöb nincs. A listaállításhoz 1500 hitelesített aláírást kell összegyűjteniük a jelölőszervezetnek. Összesen 35 mandátumot osztanak ki arányos rendszerben. A testület mandátuma 4 évre szól. A szervezést a Köztársasági Választási Bizottság (RIK) végzi.

## Listák és támogatóik
Négy lista közül lehet választani:
1. „Magyar Összefogás – Hajnal Jenő” lista

Vajdasági Magyar Szövetség (VMSZ)
1. „Vajdasági Magyarok Demokratikus Közössége – Csonka Áron” lista
2. „Másként magyarságunkért – Fodor László” lista
3. „Magyar Liga – Új Magyar Alternatíva – Vass Tibor” lista[6]

A hat magyar párt közül három, a Magyar Egység Pártja (MEP), a Magyar Polgári Szövetség (MPSZ) és a Vajdasági Magyar Demokrata Párt (VMDP) úgy döntött, nem indul a választáson, sőt az MPSZ a választás bojkottálására szólította fel az embereket. A Magyar Remény Mozgalom (MRM) bár indulni szándékozott, végül nem tudta összegyűjteni a kellő számú aláírást, és a kudarc miatt később felfüggesztette a működését is.

## Jelöltek
[forrás?]

| Magyar Összefogás | VMDK | Másként Magyarságunkért | Magyar Liga – Új Magyar Alternatíva |
| --- | --- | --- | --- |
| 1. Hajnal Jenő 2. Dudás Károly 3. Lovas Ildikó 4. Paskó Csaba 5. Siflis Zoltán 6. Penovác Náray Éva 7. Mérges Sándor† 8. Bővíz László 9. Jerasz Anikó 10. Dolinszky Gábor 11. Antal Szilárd 12. Beretka Katinka 13. Talpai Sándor 14. Szilágyi Miklós 15. Vidrács Krisztina 16. Urbán András 17. Ladisity Melinda 18. Német Ernő 19. Nyilas Leonov Anita 20. Várkonyi Zsolt 21. Joó-Horti Lívia 22. Zsoldos Ferenc 23. Bognár Beáta 24. Petkovics Márta 25. Linka B. Gabriella 26. Krizsán Vilmos 27. Kovács Zsuzsanna 28. Szlákó József 29. Perpauer Attila 30. Virág Klára 31. Madarász Gyula 32. Kecskés Endre 33. Mihók Kucora Eszter 34. Snejder Sándor 35. Csikós Tibor | 1. Tari István 2. Bacskulin István 3. Horvát Ódry Márta 4. Almásy Szilárd 5. Vicei Károly 6. Marcsók Vilma 7. Túri Gábor 8. Elvegyi Ákos 9. Cára Aranka 10. Sípos Ágnes 11. Somorai Zsuzsanna 12. Mohorović-Szemerédi Magda 13. Keszég Kornél 14. Makó József 15. Bálind Zsuzsanna 16. Györe István 17. Szladek László 18. Pál Edit 19. Sörfőző Károlya 20. Sándor Lajos 21. Bálint Ágnes 22. Péity Gábor 23. Repp Oszkár 24. Galac Ódri Beáta 25. Madaras Dániel 26. Sörfőző Andor 27. Pesti Ildikó 28. Polyák Ferenc 29. Varga Csaba 30. Drappos Erzsébet 31. Vajda Márta 32. Német István 33. Terék Hajnalka 34. Komjáti Márta 35. Csonka Áron | 1. Fodor László 2. Širková Anikó 3. Vastag János 4. Czini Laura 5. Hevesi Sándor 6. Unyi Aranka 7. Tóth László 8. Viakter Blanka 9. Sziveri József 10. Sipos Kollár Tímea 11. Varga Ferenc 12. Sági Kukli Krisztina 13. Dorogi Endre 14. Tanaszijin Valéria 15. Terek Zoltán 16. Burány Ágnes 17. Seres Sándor 18. Kállai Margit 19. Schmidt Ferenc 20. Sziveri Mária 21. Brindza Dezső 22. Nagy Zoltán | 1. Vass Tibor 2. Mészáros Ferenc 3. Nagy Márta 4. Pálfi Izabella 5. Piri Zoltán 6. Ábrahám Lívia 7. Kiss Béla 8. Boldis Hajnalka 9. Beker Josip 10. Tóth Pál 11. Takarics Anasztázia 12. Bulatovics Elvira 13. Petes Krisztina 14. Filipovics Anna Róza 15. Nagy Krisztián 16. Bojin Mária Zita 17. Budai Gizella 18. Somogyi Sándor 19. Kovacsevics Márta 20. Bogyó Ildikó 21. Visnyovszki Zolika 22. Nagy Flaisz Viktória 23. Mikulcsics Iván 24. Hubert Ivica 25. Ristić Hubert Ivana |
| Honlap | Honlap | | |

A VMSZ-t ellenfelei bírálták, mert civilszervezetek jelöltjei mellett katolikus papokat is felvett a listájára és politikusi szerepben indította őket.

## Szavazás
A magyar választók 392 szavazóhelyen voksolhattak. A választáson kiderült, hogy a 2010-ben készült névjegyzéket a hatóságok időközben nem frissítették, ezért sok polgár nem szavazhatott.

## Eredmények
| 2014-es magyar nemzeti tanácsi választás | 2014-es magyar nemzeti tanácsi választás                        | 2014-es magyar nemzeti tanácsi választás | 2014-es magyar nemzeti tanácsi választás | 2014-es magyar nemzeti tanácsi választás | 2014-es magyar nemzeti tanácsi választás | 2014-es magyar nemzeti tanácsi választás |
| ---------------------------------------- | --------------------------------------------------------------- | ---------------------------------------- | ---------------------------------------- | ---------------------------------------- | ---------------------------------------- | ---------------------------------------- |
| Választásra jogosultak száma             | Választásra jogosultak száma                                    | 137 111 fő                               | 100%                                     |                                          |                                          |                                          |
| Szavazatok                               | Szavazatok                                                      | Száma                                    | Aránya (%)                               |                                          |                                          |                                          |
| Összes leadott szavazat                  | Összes leadott szavazat                                         | 55 671                                   | 40,60 (100%)                             |                                          |                                          |                                          |
| – ebből érvénytelen                      | – ebből érvénytelen                                             | 572                                      | 1,03                                     |                                          |                                          |                                          |
| – ebből érvényes                         | – ebből érvényes                                                | 55 099                                   | 98,97                                    |                                          |                                          |                                          |
| Listák                                   | Listák                                                          | Szavazatok                               | Szavazatok                               | Mandátumok                               | Mandátumok                               | Mandátumok                               |
| Listák                                   | Listák                                                          | Száma                                    | Aránya (%)                               | Száma                                    | Aránya (%)                               | Változás az előző választáshoz képest    |
|                                          | „Magyar Összefogás – Hajnal Jenő” lista                         | 46 753                                   | 84,85                                    | 31                                       | 88,57                                    | +3                                       |
|                                          | „Vajdasági Magyarok Demokratikus Közössége – Csonka Áron” lista | 3 567                                    | 6,47                                     | 2                                        | 5,71                                     | +2                                       |
|                                          | „Magyar Liga – Új Magyar Alternatíva – Vass Tibor” lista        | 2 481                                    | 4,50                                     | 1                                        | 2,86                                     | –                                        |
|                                          | „Másként magyarságunkért – Fodor László” lista                  | 2 298                                    | 4,17                                     | 1                                        | 2,86                                     | –3                                       |
| Összesen                                 | Összesen                                                        | 55 099                                   | 100                                      | 35                                       | 100                                      | –                                        |

## Megválasztott képviselők
[forrás?]

| Név                 | Lista                               | Megjegyzés                           |
| ------------------- | ----------------------------------- | ------------------------------------ |
| Antal Szilárd       | Magyar Összefogás                   | a végrehajtó bizottság tagja (2014)  |
| Bacskulin István    | VMDK                                |                                      |
| Beretka Katinka     | Magyar Összefogás                   | a végrehajtó bizottság tagja (2014)  |
| Bognár Beáta        | Magyar Összefogás                   |                                      |
| Bővíz László        | Magyar Összefogás                   |                                      |
| Dolinszky Gábor     | Magyar Összefogás                   |                                      |
| Dudás Károly        | Magyar Összefogás                   |                                      |
| Fodor László        | Másként Magyarságunkért             |                                      |
| Hajnal Jenő         | Magyar Összefogás                   | elnök (2014)                         |
| Jerasz Anikó        | Magyar Összefogás                   | a végrehajtó bizottság elnöke (2014) |
| Joó-Horti Lívia     | Magyar Összefogás                   |                                      |
| Kecskés Endre       | Magyar Összefogás                   |                                      |
| Kovács Zsuzsanna    | Magyar Összefogás                   |                                      |
| Krizsán Vilmos      | Magyar Összefogás                   |                                      |
| Ladisity Melinda    | Magyar Összefogás                   |                                      |
| Linka B. Gabriella  | Magyar Összefogás                   |                                      |
| Lovas Ildikó        | Magyar Összefogás                   | a végrehajtó bizottság tagja (2014)  |
| Madarász Gyula      | Magyar Összefogás                   |                                      |
| Németh Ernő         | Magyar Összefogás                   |                                      |
| Nyilas Leonov Anita | Magyar Összefogás                   | alelnök (2014)                       |
| Paskó Csaba         | Magyar Összefogás                   | a végrehajtó bizottság tagja (2014)  |
| Penovác Náray Éva   | Magyar Összefogás                   |                                      |
| Perpauer Attila     | Magyar Összefogás                   |                                      |
| Petkovics Márta     | Magyar Összefogás                   |                                      |
| Siflis Zoltán       | Magyar Összefogás                   |                                      |
| Szilágyi Miklós     | Magyar Összefogás                   |                                      |
| Szlákó József       | Magyar Összefogás                   |                                      |
| Talpai Sándor       | Magyar Összefogás                   |                                      |
| Tari István         | VMDK                                |                                      |
| Urbán András        | Magyar Összefogás                   |                                      |
| Várkonyi Zsolt      | Magyar Összefogás                   |                                      |
| Vass Tibor          | Magyar Liga – Új Magyar Alternatíva |                                      |
| Vidrács Krisztina   | Magyar Összefogás                   |                                      |
| Virág Klára         | Magyar Összefogás                   |                                      |
| Zsoldos Ferenc      | Magyar Összefogás                   |                                      |

## Politikai következmények
A négy évvel korábbi választáshoz képest jelentősen, több mint negyedével visszaesett a polgárok érdeklődése, alig 40%-os volt a részvétel.
A szavazók elsöprő többsége a VMSZ listáját támogatta. Pásztor István pártelnök szerint „a nagyarányú kitüntető siker annak is betudható, hogy a listán szereplők mögött milyen életút szerepel”. A VMDK vezetői szerint az alacsony részvétel az MNT-vel való elégedetlenséget fejezte ki. Rácz Szabó László, az MPSZ elnöke úgy értékelte a csekély megjelenést, hogy a bojkottfelhívásuk sikeres volt.
Az MNT alakuló ülését 2014. november 17-én Szabadkán, a Városháza dísztermében tartották. A testület elnöke Hajnal Jenő (VMSZ) lett.